# Capitolazione di Alessandria d'Egitto
La capitolazione di Alessandria d'Egitto fu una resa avvenuta nelle guerre rivoluzionarie francesi il 30 agosto 1801 tra delle truppe francesi in difesa della città egiziana di Alessandria che alzarono bandiera bianca all'esercito inglese.
Le truppe francesi, sconfitte dalle forze anglo-ottomane in Egitto a seguito della fallimentare spedizione voluta dal generale Bonaparte, si erano ritirate ad Alessandria dove erano state assediate. Il 30 agosto 1801 il generale francese Abdullah Jacques-François Menou offrì la resa e propose i termini che vennero presi in considerazione dagli inglesi, ed in parte accettati ma emendati di molti dettagli secondo le disposizioni del generale John Hely-Hutchinson e dell'ammiraglio Lord Keith. Il testo della capitolazione venne stampato in completo da Robert Thomas Wilson nel suo History of the British expedition to Egypt. Ciascun articolo proposto dal generale Menou venne seguito da un commento e la guerra terminò formalmente il 2 settembre 1801. Il documento venne siglato dal generale in capo Menou, dall'ammiraglio Keith, dal tenente generale Hely-Hutchinson, dal tenente colonnello James Kempt, e da Kapudan Pasha Küçük Hüseyin Pascià, rappresentante delle forze ottomane.
Sulla base dell'articolo 16 della capitolazione "tutti i manoscritti arabi, le statue e le altre collezioni che sono state rese proprietà di stato della Repubblica Francese debbono essere considerate proprietà pubblica e pertanto soggette alle disposizioni dei generali dell'esercito combinato". Questo portò al trasferimento agli inglesi della celebre Stele di Rosetta e di altre antichità egiziane che la Commission des Sciences et des Arts francese aveva acquisito tramite l'Institut d'Égypte.
Alla capitolazione, gli inglesi scoprirono che la nave da guerra francese Cause, le fregate Egyptienne, Justice e Régénérée e due ex fregate veneziane erano ancora ancorate al porto di Alessandria d'Egitto. Gli inglesi, coi loro alleati turchi, si divisero questo bottino di guerra. Gli inglesi ricevettero le navi Égyptienne, Régénérée e "Venetian No. 2" – rinominata dai francesi Léoben (già Medusa sotto i veneziani). Gli ottomani ricevettero la Causse (64 cannoni; la ex veneziana Vulcano), la fregata Justice (46 cannoni) e la "Venetian No. 1" – Mantoue (ex Cerere veneziana). I turchi ricevettero inoltre la restituzione di diverse corvette turche presenti nel porto e catturate in precedenza. L'ammiraglio Lord Keith, comandante delle forze navali, diede grande peso all'acquisizione della Régénérée che venne valutata ben 16 711 sterline, 13 scellini e 6 pence.